# Đền Cấm

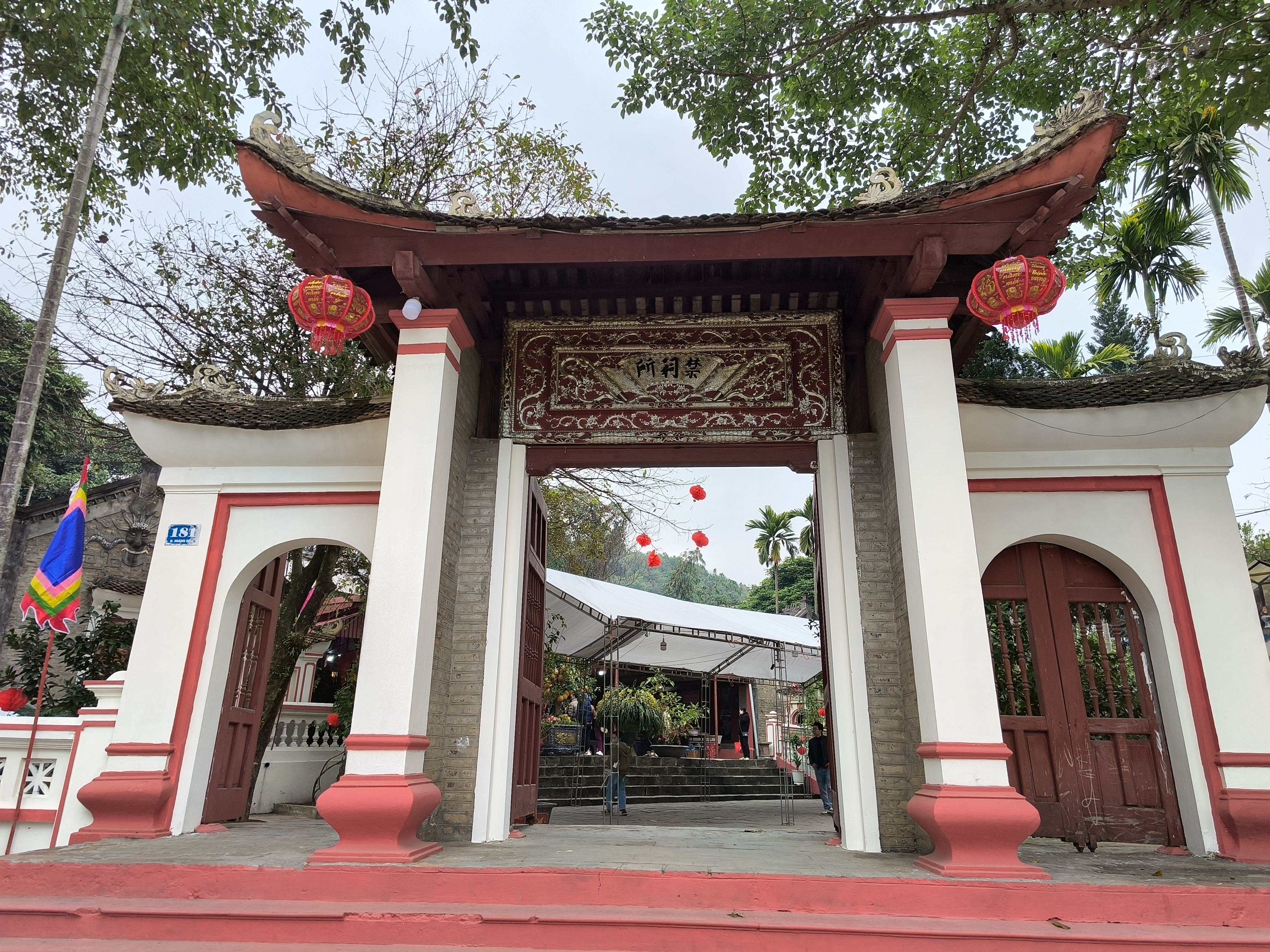
Đền Cấm, Lào Cai

Đền Cấm được xây dựng từ cách đây vào thế kỷ 19 trong khu rừng Cấm, nay ở phía sau ga quốc tế Lào cai, thuộc tổ 15b phường Phố Mới, thành phố Lào Cai. Đền là nơi thờ phụng, ghi nhớ công ơn các quan binh đã chết trong cuộc chiến bảo vệ đất nước của quân đội Nhà Trần ở thế kỷ thứ XIII.
Đền được xây dựng theo kiến trúc cổ hình chữ Đinh, mái Đền xây thành 2 tầng uốn cong hình con thuyền. Trong Đền Cấm còn thờ nhiều nhân vật tâm linh như Ngũ vị Tôn ông Trần triều, ông Hoàng Mười, Hoàng Bơ, Hoàng Bảy, bà Chúa Sơn Trang. Chầu bé Bắc Lệ, Chúa Thác Bờ,Chầu Lục. Đặc biệt là bà Chúa Cấm, Chầu Bát Ngàn cùng các đấng Thánh mẫu, Phật Quan Âm Thiên thủ, Thiên nhãn (nghìn tay nghìn mắt).
Năm 2001, Đền được Bộ Văn hoá Thông tin Việt Nam cấp bằng công nhận là Di tích Lịch sử Văn hoá cấp Quốc gia. Lễ hội của Đền Cấm thường được tổ chức vào ngày Thìn đầu tiên của tháng 7 hàng năm, đây được coi là ngày giỗ của 5 quan binh nhà Trần.